# Gouvernement Correia IV
Djá I Djá II
Le gouvernement Correia IV est le gouvernement de Guinée-Bissau du 13 octobre 2015 au 3 juin 2016.

## Historique

### Formation
Le 7 septembre 2015, après le limogeage de Domingos Simões Pereira, Baciro Djá forme son gouvernement, qui est investi le même jour par l'Assemblée nationale populaire. Cependant, il doit démissionner 2 jours plus tard, à la suite de l’invalidation par la Cour suprême de sa nomination. Il est ensuite radié de son parti, le PAIGC.
Le 17 septembre 2015, l'ancien Premier ministe Carlos Correia est chargé de former un gouvernement. Il forme son gouvernement le 13 octobre.
Le 24 décembre, il n'obtient pas la confiance.

### Succession
Le 12 mai 2016, le président José Mário Vaz limoge le gouvernement. Le PAIGC refuse de proposer un remplaçant.
De nouveau nommé Premier ministre le 26 mai 2016, Baciro Djá prête serment le 27 du même mois. Cependant, le gouvernement sortant refuse de céder le pouvoir. Le 3 juin 2016, il forme son gouvernement. Le 10 du même mois, il prend possession du siège du gouvernement.

## Composition
La composition est la suivante.
| Portefeuille                                                                                    | Titulaire | Titulaire                      | Parti |
| ----------------------------------------------------------------------------------------------- | --------- | ------------------------------ | ----- |
| Premier ministre Ministre de l'Intérieur (intérim) Ministre des Ressources naturelles (intérim) |           | Carlos Correia                 | PAIGC |
| Ministre de la Présidence du Conseil des ministres et des Affaires parlementaires               |           | Malal Sane                     | PAIGC |
| Ministre de l'Énergie                                                                           |           | Wasna Papai Danfa              | PAIGC |
| Ministre de l'Économie et des Finances                                                          |           | Geraldo Martins                | PAIGC |
| Ministre des Affaires étrangères, de la Coopération internationale et des Communautés           |           | Artur Silva                    | PAIGC |
| Ministre de la Défense nationale, des Combattants de la liberté de la patrie                    |           | Adiatu Nandigna                | PAIGC |
| Ministre de la Justice et des Droits de l'Homme                                                 |           | Aida Fernandes                 | PAIGC |
| Ministre des Travaux publics, du Logement et de l'Urbanisme                                     |           | José António Almeida           | PAIGC |
| Ministre de l'Éducation nationale et de l'Enseignement supérieur                                |           | Odete Semedo                   | PAIGC |
| Ministre de la Santé publique                                                                   |           | Cadi Seidi                     | PAIGC |
| Ministre de l'Action sociale, de la Famille et de la Promotion de la femme                      |           | Valentina Mendes               | PAIGC |
| Ministre de l'Agriculture, des Forêts et du Développement rural                                 |           | João Aníbal Pereira            | PAIGC |
| Ministre de la Réforme administrative et du Travail                                             |           | Luís Vaz Fernandes             | PAIGC |
| Ministre du Commerce                                                                            |           | Vicente Fernandes              | PAIGC |
| Ministre du Tourisme                                                                            |           | Malam Jaura                    | PAIGC |
| Ministre de la Communication sociale                                                            |           | Agnelo Regala                  | PAIGC |
| Secrétaire d'État à la Jeunesse, à la Culture et aux Sports                                     |           | Conduto de Pina                | PAIGC |
| Secrétaire d'État à la Pêche et à l'Économie maritime                                           |           | Ildefonso de Barros            | PAIGC |
| Secrétaire d'État aux Transports et aux Communications                                          |           | João Bernardo Vieira           | PAIGC |
| Secrétaire d'État aux Combattants de la liberté nationale                                       |           | Sana Nahada                    | PAIGC |
| Secrétaire d'État à la Coopération internationale et aux Communautés                            |           | Suzi Carla Barbosa             | PAIGC |
| Secrétaire d'État chargé du Budget                                                              |           | Tomásia Manjuba                | PAIGC |
| Secrétaire d'État chargée du Trésor                                                             |           | José Djo                       | PAIGC |
| Secrétaire d'État à la Gestion hospitalière                                                     |           | Martilene Fernandes dos Santos | PAIGC |
| Secrétaire d'État à l'Enseignement supérieur et à la Recherche scientifique                     |           | Fernando Jorge Dias            | PAIGC |
| Secrétaire d'État à l'Administration locale                                                     |           | Ester Fernandes                | PAIGC |
| Secrétaire d'État à l'Aménagement du territoire                                                 |           | Abu Camara                     | PAIGC |
| Secrétaire d'État à la Sécurité et à l'Ordre public                                             |           | Luís Manuel Cabral             | PAIGC |
| Secrétaire d'État à la Planification régionale et à l'Intégration                               |           | Degol Mendes                   | PAIGC |
| Secrétaire d'État à l'Environnement                                                             |           | Seco Cassamá                   | PAIGC |